# Julie Payette
Julie Payette (Montréal, Québec, 1963. október 20. –) kanadai mérnök, űrhajós, 2017 és 2021 között Kanada főkormányzója.

## Életpálya
1986-ban a McGill University (Montréal) keretében szerzett villamosmérnöki diplomát. 1986–1988 között az IBM kanadai Science Engineering részlegén rendszermérnök. 
1990-ben a University of Toronto (MASC) keretében számítástechnikai mérnöki oklevelet szerzett. Az egyetemen maradva egy nagy teljesítményű számítógép projektjén dolgozott. 1991-ben Svájcban, az IBM Research Laboratoryban tudományos munkatárs. 1992-től a kanadai telefontársaság Bell - Northern Research in Montreal számítógépes beszédértés/hangfelismerés projektjén dolgozott.
Kereskedelmipilóta-jogosítvánnyal rendelkezik. Több mint 120 órát töltött a levegőben. Folyékonyan beszél franciául, angolul, olaszul és társalgási szinten spanyolul, németül és oroszul. A Kanadai Légierőtől lehetőséget kapott, hogy a CT–114 Tutor repülőgépen szolgálhasson. 1977-ig 1500 órát töltött a levegőben, ebből 600 órát a nagy teljesítményű repülőgépen.
A Kanadai Űrügynökség (CSA) 1992. június 9-én 5330 pályázó közül űrhajós jelöltnek választotta. Alapkiképzést Kanadában kapott. A CSA megbízásából a Nemzetközi Űrállomásra szánt mobil szolgáltatási rendszeren dolgozott. Szakmai felkészültségét felhasználva a NATO International Research Study Groupon belül a beszédfelismerésen, -feldolgozáson dolgozott.
1996-ban a Lyndon B. Johnson Űrközpontban részesült űrhajóskiképzésben. Külön kiképzést kapott a Canadarm robotkar üzemeltetéséből. Két űrszolgálata alatt összesen 25 napot, 11 órát és 58 percet (611 óra) töltött a világűrben. Űrhajós pályafutását 2013 májusában fejezte be. 2013 júliusában a Montreal Science Centre üzemeltetési vezetője.

## Űrrepülések
- Az STS–96, a Discovery űrrepülőgép 26. repülésének küldetésfelelőse. A második járat, az első dokkoló űregység a Nemzetközi Űrállomáson (ISS). Működtette a Canadarm (RMS) manipulátorkart. Szállított 4 tonna logisztikai felszerelést és ellátmányt (víz, élelmiszer) a hosszútávú szolgálat biztosításához. Visszafelé tudományos eredményeket és hulladékot szállított. Az első kanadai űrhajósnő, aki az ISS fedélzetén szerelési küldetést teljesített. Első űrszolgálata alatt összesen 9 napot, 19 órát és 13 percet (235 óra) töltött a világűrben. 6 000 000 kilométert (3 700 000 mérföldet) repült, 154 alkalommal kerülte meg a Földet.
- Az STS–127, az Endeavour űrrepülőgép 23. repülésének küldetésfelelőse. Két japán egységet: JEM-EF/KIBO és ELM-FS (Experiment Module Logistics), utánpótlásanyagokat, csereberendezéseket, kísérleti anyagokat, eszközöket szállítottak. Első alkalommal fordult elő, hogy az ISS fedélzetén Robert Brent Thirsk társaságában egyszerre két kanadai űrhajós teljesített szolgálatot. Második űrszolgálata alatt összesen 15 napot, 16 órát, 44 percet és 58 másodpercet töltött a világűrben. 10 537 748 kilométert (6 547 853 mérföldet) repült, 248 alkalommal kerülte meg a Földet.